# Tôi là người thợ lò
"Tôi là người thợ lò" là ca khúc của nhạc sĩ Hoàng Vân, được ông sáng tác vào năm 1964 khi lần đầu tiên máy bay của quân đội Hoa Kỳ oanh tạc thị xã Hòn Gai và vịnh Hạ Long. Với nội dung đề cập đến người thợ mỏ than, bài hát này thường được biểu diễn các hội diễn văn nghệ quần chúng của ngành than Việt Nam.Đây cũng là một trong những bài đầu tiên về ngành nghề, một thể loại mới trong âm nhạc Việt Nam, mà Hoàng Vân là nhạc sĩ đi tiên phong và có nhiều thành công.
Là một bài hát, nhưng xét về thể loại nó là một bài hát dài, trường ca, mà nhạc sĩ Hoàng Vân có sở trường và đã phát triển thể loại này lên đỉnh cao vào những năm 1960.
Ông còn nhiều tác phẩm khác hát về vùng than, về Quảng Ninh, về người thợ mỏ trong sự nghiệp của mình, tất cả đều được khán giả vùng mỏ và cả nước đánh giá cao: "Tình ca người đánh cá Quảng Ninh", "Tình ca thợ mỏ". Bộ ba ca khúc "Bài ca xây dựng" cũng lấy cảm hứng từ những chuyến đi công tác ở vùng đất này.

### Lời bài hát: Tôi là người thợ lò
Tôi là người thợ lò sinh ra trên đất mỏ
Trong những ngày cờ đỏ bay trên núi Bài Thơ. 
Núi Bài Thơ ơi, núi Bài Thơ sừng sững hiên ngang đứng giữa trời 
Có nghe tiếng mìn nổ dậy đất, tiếng máy reo 
Hay tiếng bước đoàn thợ mỏ tiến quân. 
Kìa tiếng búa khoan reo như tiếng trống trận 
Kìa nghe tiếng mìn nổ như tiếng súng công đồn 
Ta đi khơi nguồn suối than, cho than xuôi về bến 
Ta đi nhen ngọn lửa nhiệt tình cách mạng 
Tổ quốc mong than, ta quên sao lời Bác gọi 
Nào đồng chí chúng ta ơi, ta tiến quân vào lò. 
Đêm đêm ngày ngày đi trong lò 
Ta lắng tiếng nghe đây những tiếng thân yêu 
Những tiếng vọng từ khắp đất nước đưa về 
Dưới hầm lò mà nghe rõ làm sao. 
Tiếng chim hót trên cánh đồng lúa chín 
Tiếng trẻ thơ cắp sách đến trường làng 
Tiếng còi tầm sớm mai rộn ràng như tiếng máy đòi ăn than 
A... mỗi khi lò thủng đón cơn gió nồm nam mát rượi 
Trong tiếng than rơi, tiếng gió lùa nghe như có tiếng đàn, tiếng hát... 
Nào vác gỗ lên vai, ta bước tiếp vào 
Đào mỗi thước thêm sâu, sức ta thêm mạnh. 
Nhìn gương than lấp lánh, như muôn vì sao sáng 
Ta đứng đây như đứng trước vũ trụ bao la... 
Trong cuộc chiến đấu trường kỳ, ta là người chiến thắng. 
Nhưng gian khổ nào bằng đồng bào và chiến sĩ miền Nam anh dũng. 
Đất Mỏ thân yêu ơi, đất Mỏ thân yêu ơi... 
Nhìn lá cờ đỏ, tung bay trên đất Mỏ sau những ngày gian khổ 
Kháng chiến đã thành công 
Vùng Mỏ ngày nay lớn lên bạn trẻ ta ơi chớ quên
Bước đường đấu tranh đang còn lâu dài
Càng gian khổ càng nhiều vinh quang.
Phất cao ngọn cờ trên núi Bài Thơ năm xưa ta đi tới.